# Новаков Валерій Михайлович
Новаков Валерій Михайлович (1930—1996) — радянський, український художник-постановник.
Народ. 3 серпня 1930 р. в м. Дніпропетровську в родині робітника. Закінчив Московське вище художньо-промислове училище (1956). 
З 1957 р. працював художником-постановником Київської кіностудії ім. О. П. Довженка. 
Був членом Спілки кінематографістів України.
Помер 14 лютого 1996 р. в Києві. 

## Фільмографія
Оформив стрічки:
- «Якби каміння говорило...» (1957, асистент художника у співавт.)
- «Перший парубок» (1958, у співавт. з О. Лісенбартом)
- «Іванна» (1959)
- «Летючий корабель» (1960)
- «З днем народження» (1961)
- «Повернення Вероніки» (1964)
- «Казка про Хлопчиша-Кибальчиша» (1964)
- «До уваги громадян та організацій» (1965)
- «Берег надії» (1967)
- «Анничка» (1968)
- «Вечір на Івана Купала» (1968)
- «У тридев'ятому царстві...» (1970, у співавт.)
- «Олеся» (1971)
- «Адреса вашого дому» (1972)
- «Повість про жінку» (1973)
- «Марина» (1974)
- «Небо — земля — небо» (1975)
- «Не плач, дівчино» (1976)
- «Тачанка з півдня» (1977)
- «Бунтівний „Оріон“» (1978, у співавт.)
- «Снігове весілля» (1980)
- «Завтрашній хліб» (1980, т/ф)
- «Два дні на початку грудня» (1981)
- «Легенда про безсмертя» (1985, у співавт.)
- «Десь гримить війна» (1986, т/ф, 3 с, у співавт.)
- «Голий» (1987)
- «Зона» (1988)
- «Етюди про Врубеля» (1989, у співавт.)
- «Снайпер» (1992, 2 а, у співавт.)
- «Загальна картина була красива» (1992) та ін.